# Distrito de Swat
El distrito de Swat (en urdu: ضلع سوات‎, en pastún: سوات ولسوالۍ‎ [ˈswaːt̪]) o el Valle de Swat es un distrito de la división de Malakand de Khyber Pakhtunkhwa, en Pakistán. Conocido por su impresionante belleza natural, el distrito es un destino turístico popular. Swat es el decimoquinto distrito más grande de la provincia.
El distrito de Swat se centra en el valle homónimo, generalmente denominado simplemente como Swat, que es una región geográfica natural que rodea el río Swat. El valle fue un importante centro del budismo temprano de la antigua civilización de Gandhara, principalmente del budismo gandhariano, con focos de budismo que persistieron en el valle hasta el siglo XVII, después del cual el área se volvió mayoritariamente musulmana. El valle era el centro de los Shahis hindúes y del Sultanato de Swat. A principios del siglo XIX, Swat surgió como un estado independiente bajo Saidu Baba. El estado de Swat se convirtió en un estado principesco bajo soberanía británica como parte del Raj británico en 1918.
En 1947, tras la partición de la India británica y la posterior independencia de Pakistán, el valle de Swat accedió al dominio de Pakistán y continuó como un estado principesco autónomo hasta que fue oficialmente anexado y fusionado con Pakistán Occidental y más tarde pasó a formar parte de la provincia Frontera Noroeste (denominado ahora Khyber Pakhtunkhwa) en 1969. La región fue ocupada por los Tehrik-i-Taliban a finales de 2007 hasta que se restableció el control paquistaní a mediados de 2009.
La elevación promedio de Swat es 980 m (3215,2 pies), lo que resulta en un clima más frío y húmedo en comparación con el resto de Pakistán. Con frondosos bosques, verdes praderas alpinas y montañas cubiertas de nieve, Swat es uno de los destinos turísticos más populares del país.

## Etimología
El nombre «Swat» deriva del río homónimo, río Swat. Conocido como Suvāstu en el Rigveda, con un significado literal de "hermosas viviendas". El nombre sánscrito puede significar "agua azul clara". Otra teoría deriva la palabra Swat de la palabra sánscrita shveta (tdl. ‘blanco’), también utilizado para describir el agua clara del río Swat. Para los antiguos griegos, el río era conocido como Soastus. El peregrino chino Faxian se refirió a Swat como el Su-ho-to. Existe una leyenda donde deriva el nombre de la tribu Swati que una vez gobernó esta región.

## Geografía

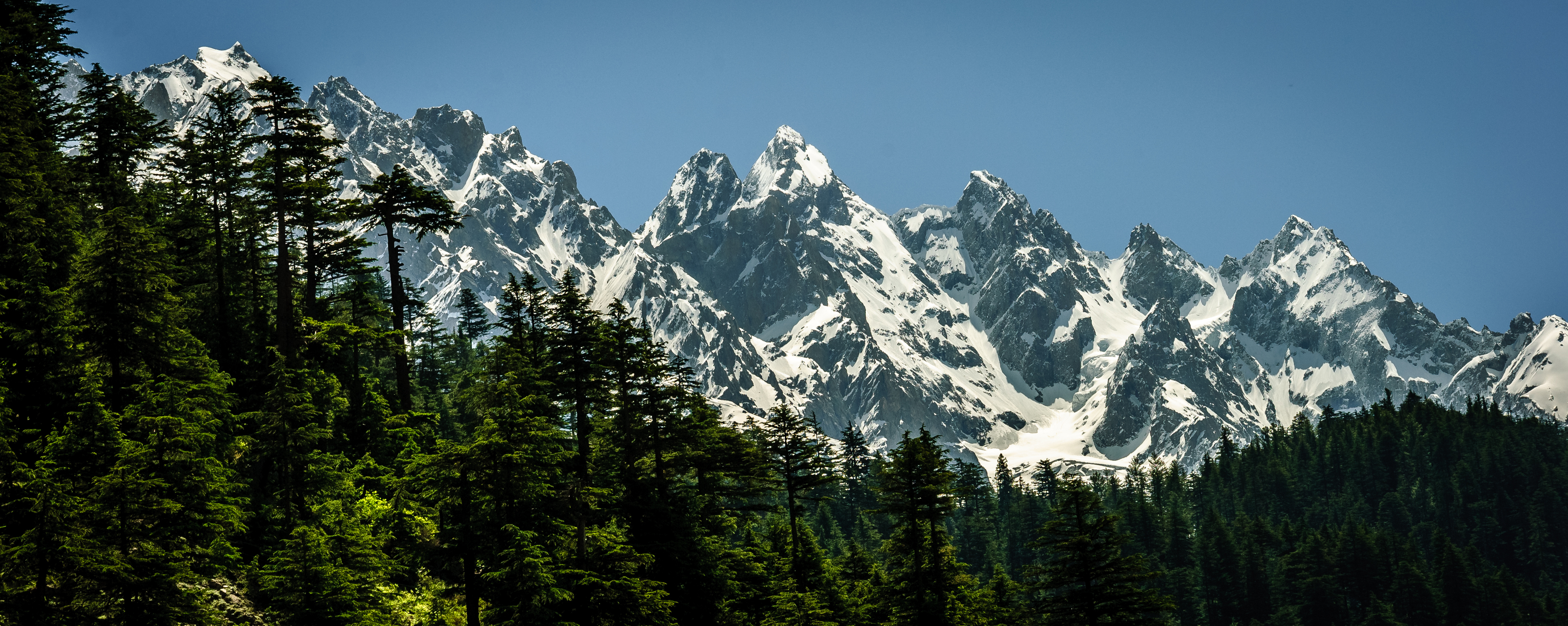
El Alto Swat está rodeado de altas montañas.

La superficie total del distrito Swat es de 5337 kilómetros cuadrados (2060,6 mi²). En términos de divisiones administrativas, Swat está rodeado por Chitral, Upper Dir y Lower Dir al oeste, Gilgit-Baltistan al norte y Kohistan, Buner y Shangla al este y sureste, respectivamente. Al antiguo tehsil de Buner se le concedió el estatus de distrito en 1991.
El valle de Swat está rodeado de montañas que forman un límite geográfico natural para el distrito. El río Swat, cuyas cabeceras nacen entre 18 000 a 19 000 pies (5486,4 a 5791,2 m) de altitud. La cordillera Hindu Kush recorre toda la región. El área principal consta de muchos subvalles incluyendo Kalam, Baréin, Matiltan, Utror y Gabral.

### Valle
El valle de Swat está delimitado por fronteras geográficas naturales y tiene su centro en el río Swat. El valle está rodeado en todos sus límites por montañas de gran altura y atravesado por cañadas y barrancos. Por encima de las crestas de las montañas, al oeste se encuentra el valle del río Panjkora, al norte se ubica el valle de Gilgit y las gargantas del río Indo al este. Al sur, a través de una serie de montañas bajas, se encuentra el amplio valle de Peshawar.
La zona más septentrional del distrito de Swat son los altos valles y praderas alpinas de Swat Kohistan (Montañas Swat), una región donde numerosos glaciares alimentan los ríos Usho y Gabral (también conocido como río Utrar). Estos forman una confluencia en el sector Kalam, y a partir de entonces forma el río Swat, que forma la columna vertebral del valle y el distrito de Swat. Swat se caracteriza entonces por espesos bosques a lo largo de las estrechas gargantas del valle de Kalam hasta la ciudad de Madyan . A partir de ahí, el río discurre suavemente por 160 km a través de las llanuras más amplias de Yousufzai a nivel del bajo valle de Swat hasta Chakdara.

### Clima
El clima en Swat depende de la altitud. Las montañas en la región de Kohistan se ven cubiertas de nieve durante todo el año. Las zonas altas de la región son relativamente más frías y con frecuencia nieva en invierno. Se encuentran temperaturas más secas y cálidas en las partes más bajas de las llanuras de Yousafzai, donde las temperaturas de verano pueden alcanzar 105 grados Fahrenheit (40,6 °C), aunque en las llanuras bajas a veces nieva. Ambas regiones están sujetas a dos temporadas de monzones: una en invierno y otra en verano. Los tramos inferiores del valle de Swat tienen una vegetación caracterizada por arbustos secos y árboles de hoja caduca, mientras que las zonas superiores tienen en su mayoría densos bosques de pinos.

### Aeropuerto
El aeropuerto Saidu Sharif en la ciudad de Kanju está a poca distancia de Mingora, lo que contribuyó mucho al turismo en el pasado. La pista está situada entre el río Swat y la cadena montañosa Sham Baba. El aeropuerto cuenta con exuberantes jardines verdes y grandes árboles que añaden al "encanto" de la zona. Se han cubierto estratégicamente más de 20 km², tal como se propuso durante el último gobierno de Wali y se construyó posteriormente por el gobierno paquistaní. La aldea de Kanju ha visto una afluencia de académicos en la región y se considera un centro para los Matta y Kabal Tehsils del valle de Swat.

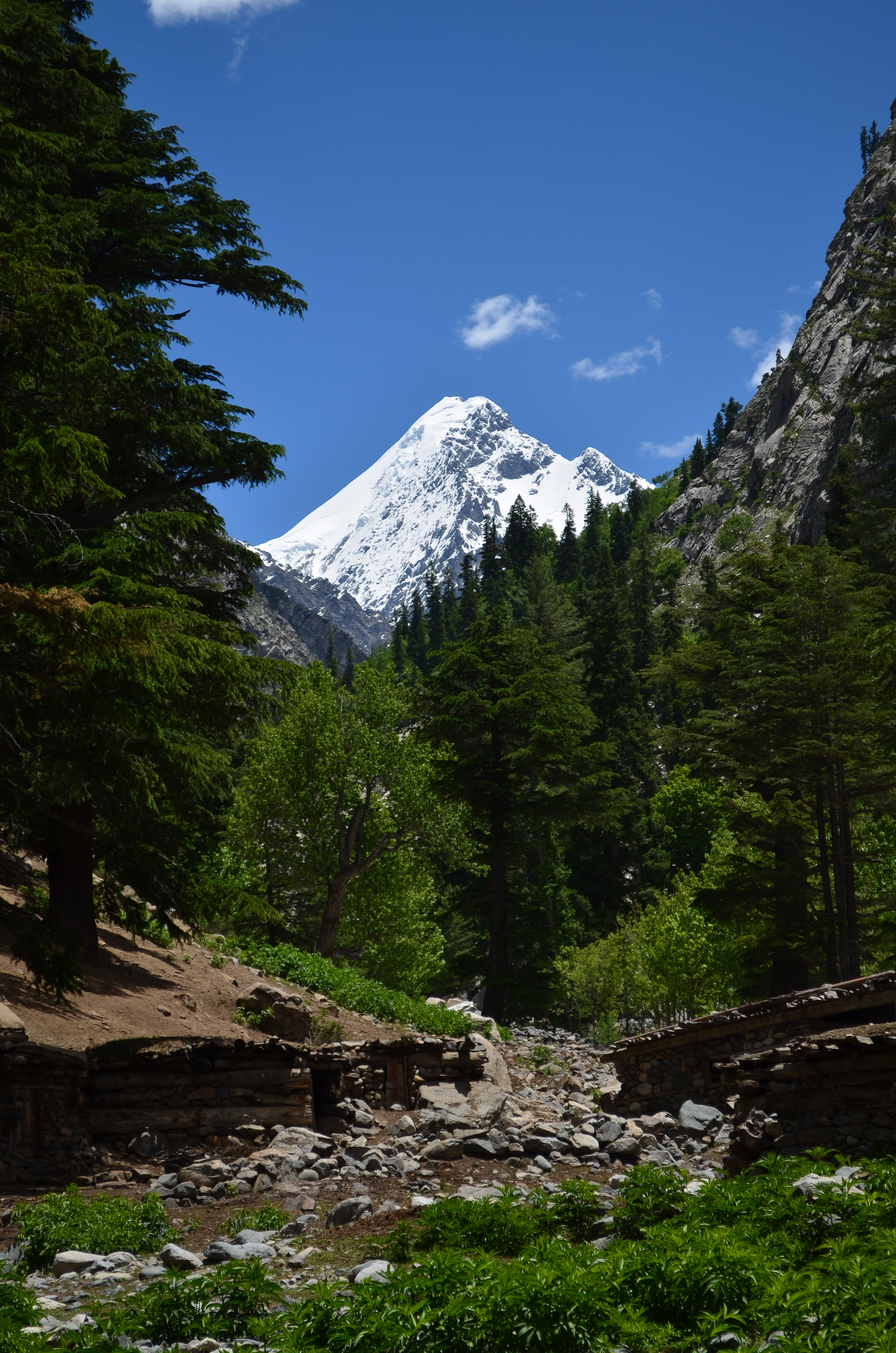
Falak Sar, la montaña más alta de Swat con5957 metros (19 544 pies)
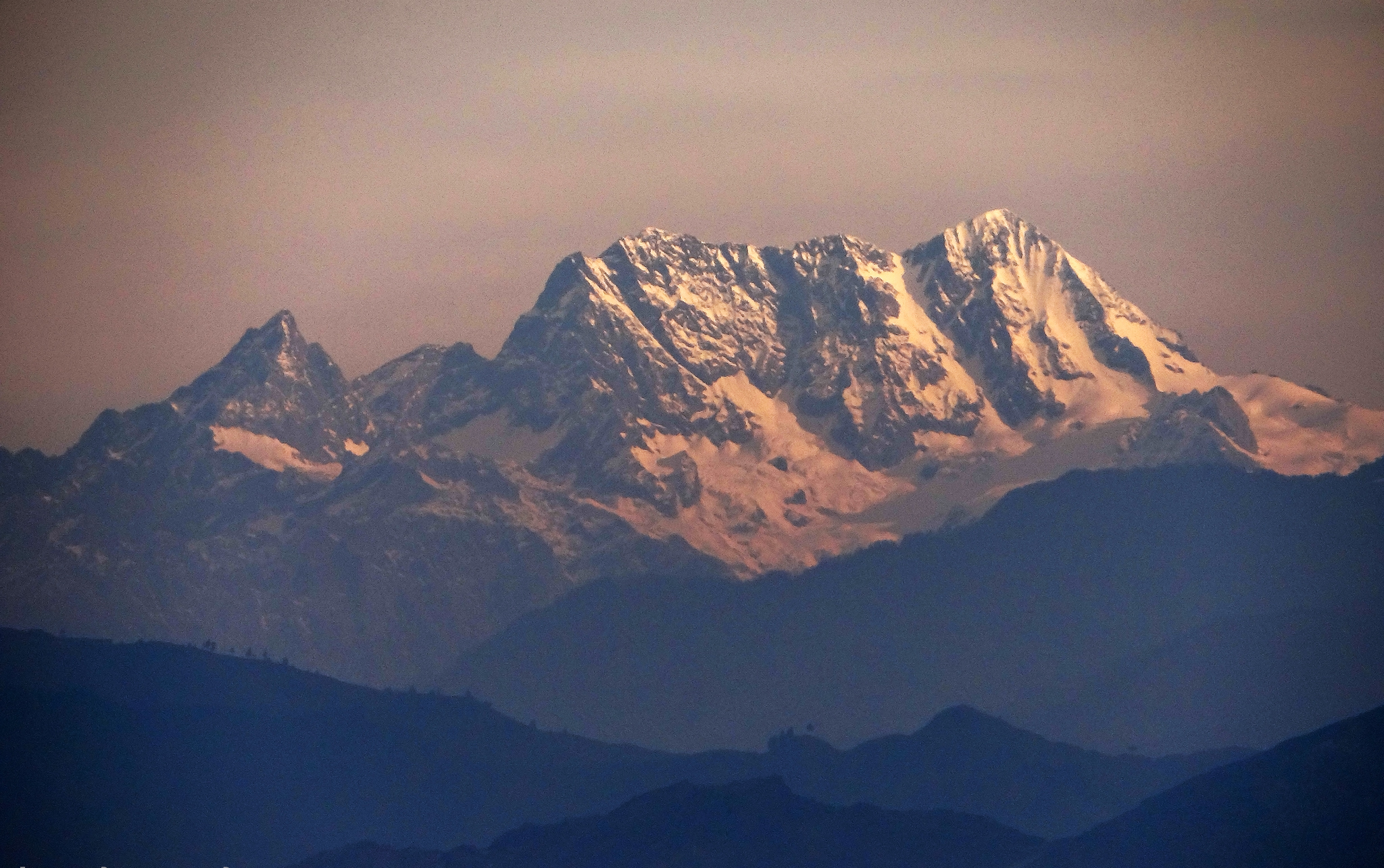
Monte Mankial, que se eleva a 5.700 metros (18.600 tarta)
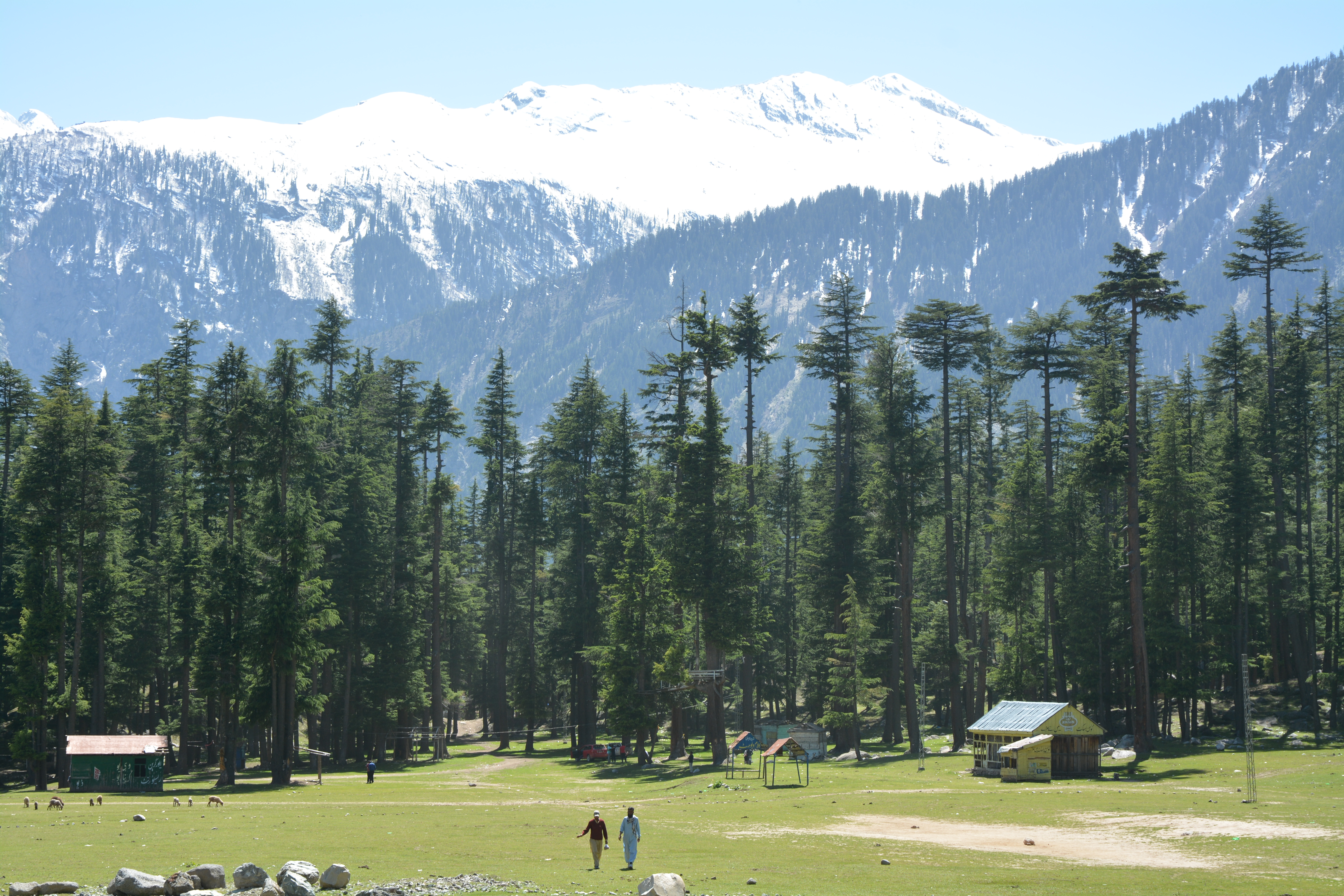
Los bosques de pinos se encuentran en Swat a elevaciones superiores a 1.500 metros (5.000 tarta)
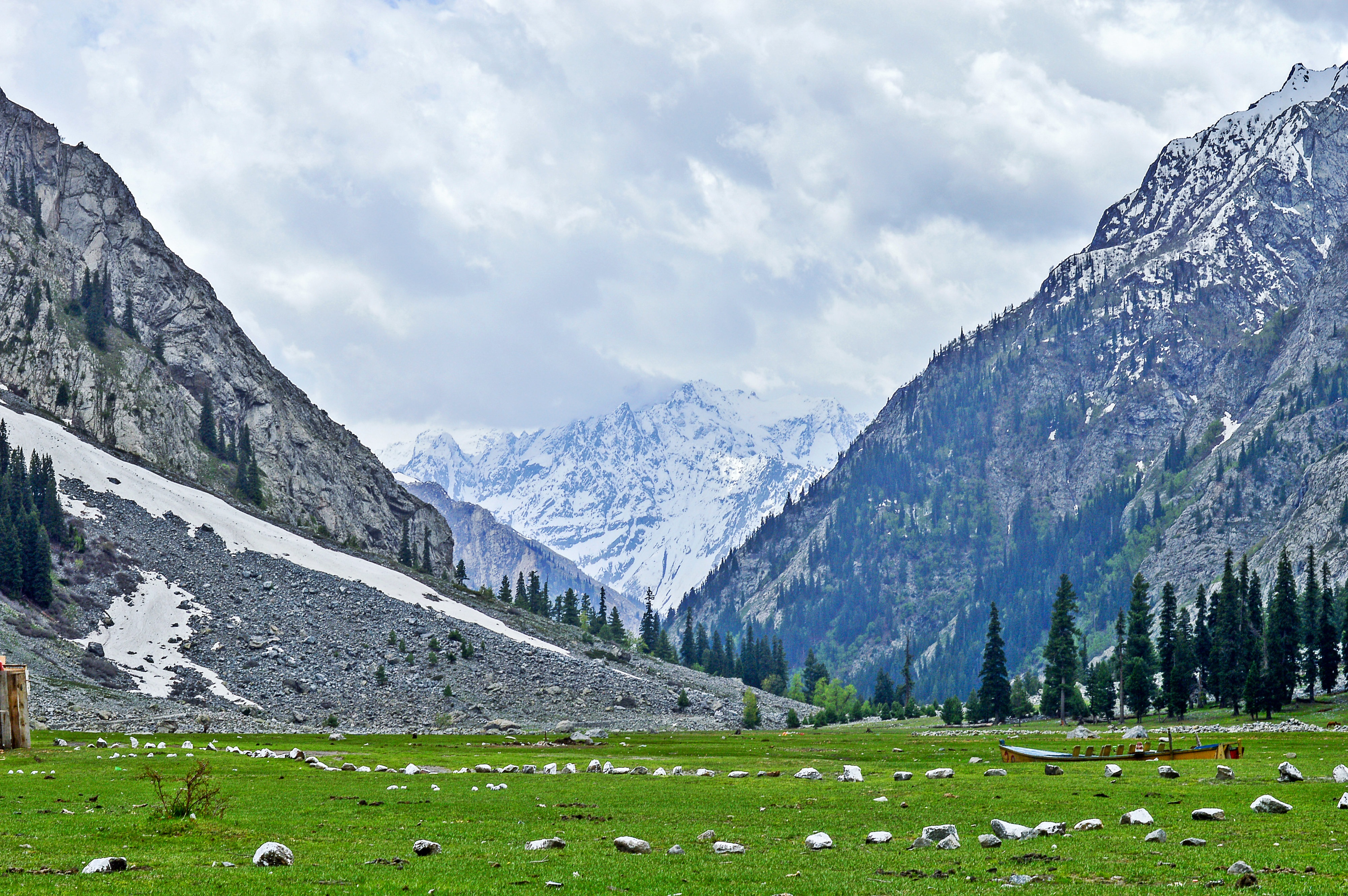
La región más septentrional de Swat, conocida como Kohistán, tiene un alto valle alpino en la base de altas montañas.
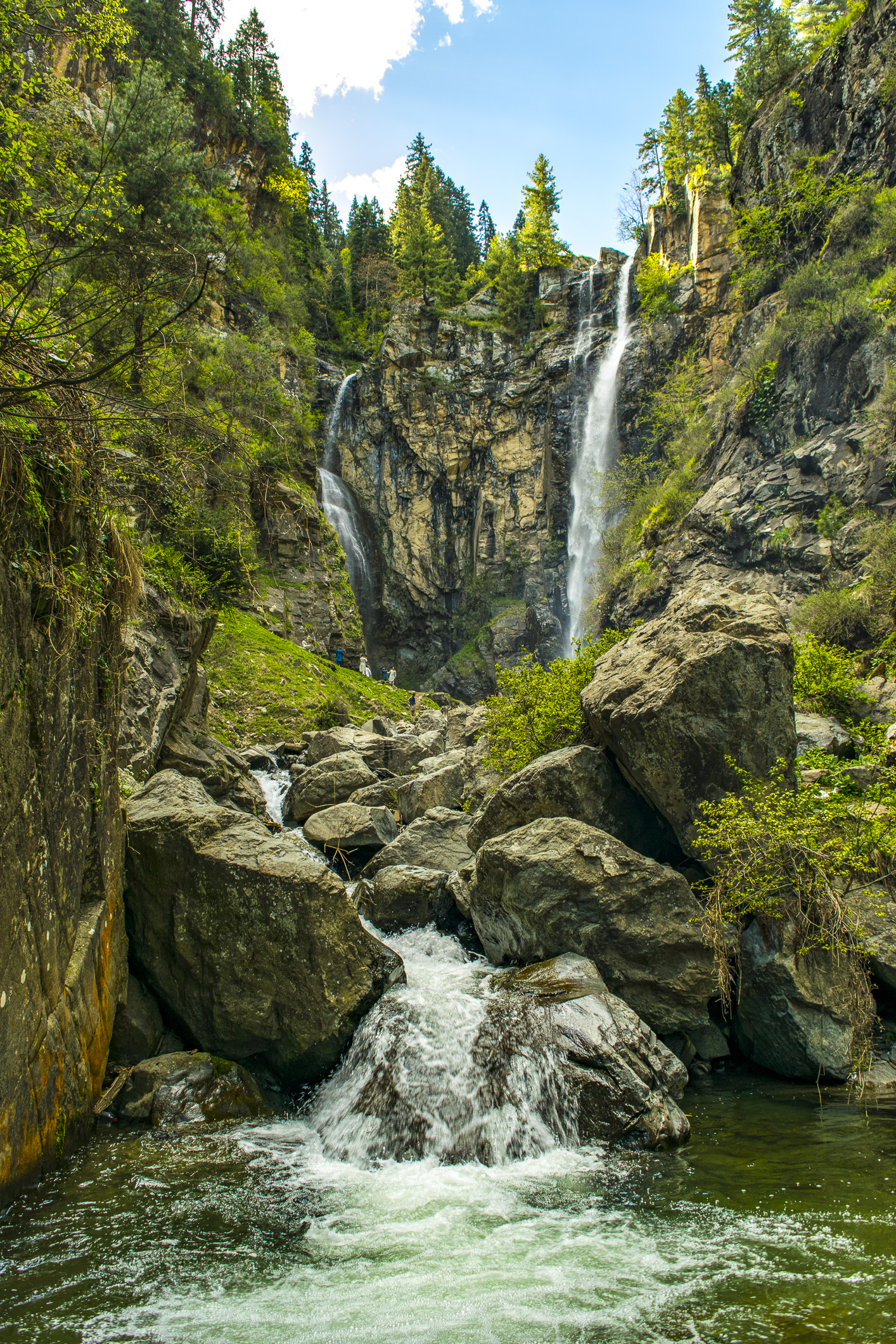
Cascada Jarogo, en el medio Swat
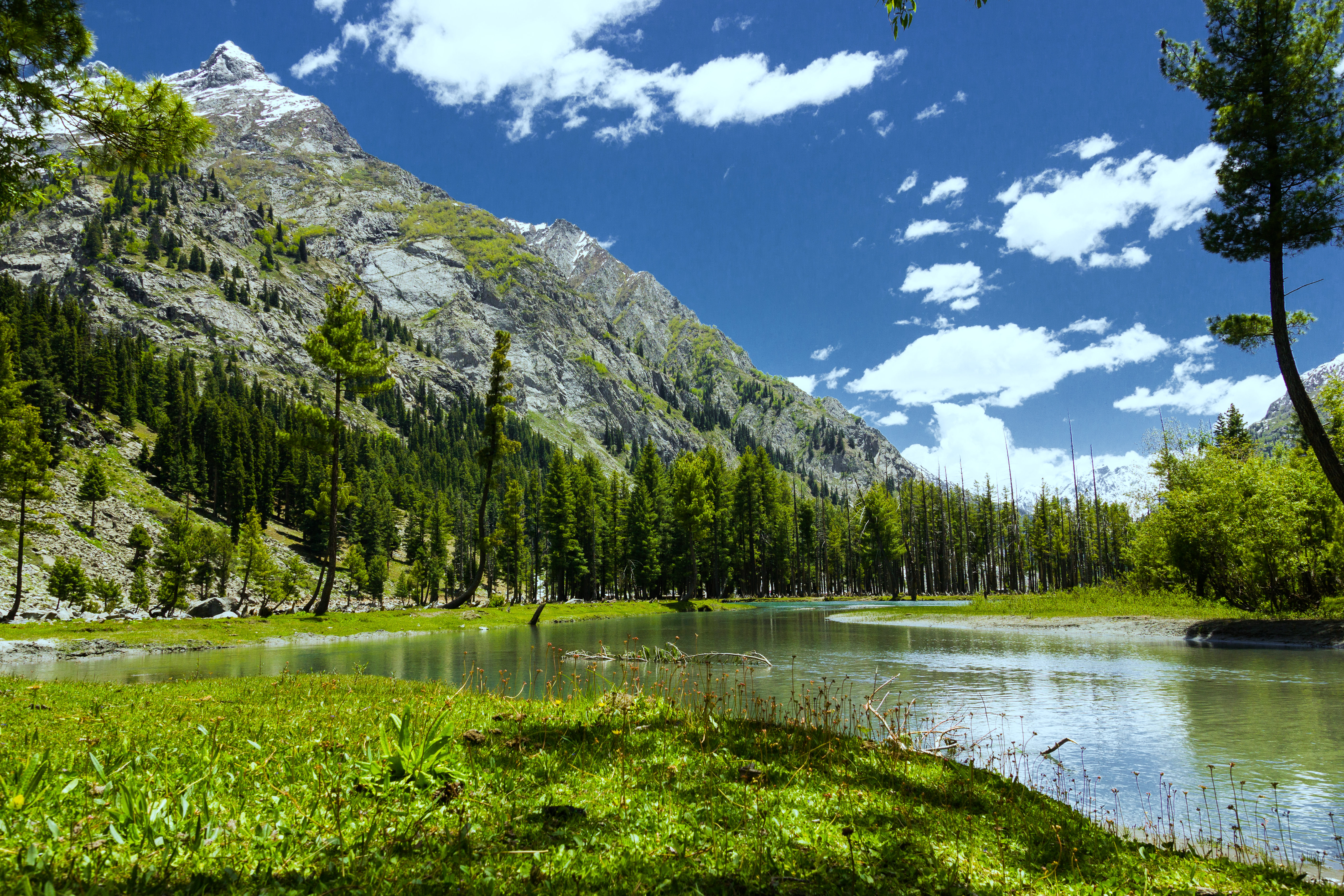
Los lagos alpinos, como el lago Mahodand, se encuentran en las montañas de Swat Kohistan.
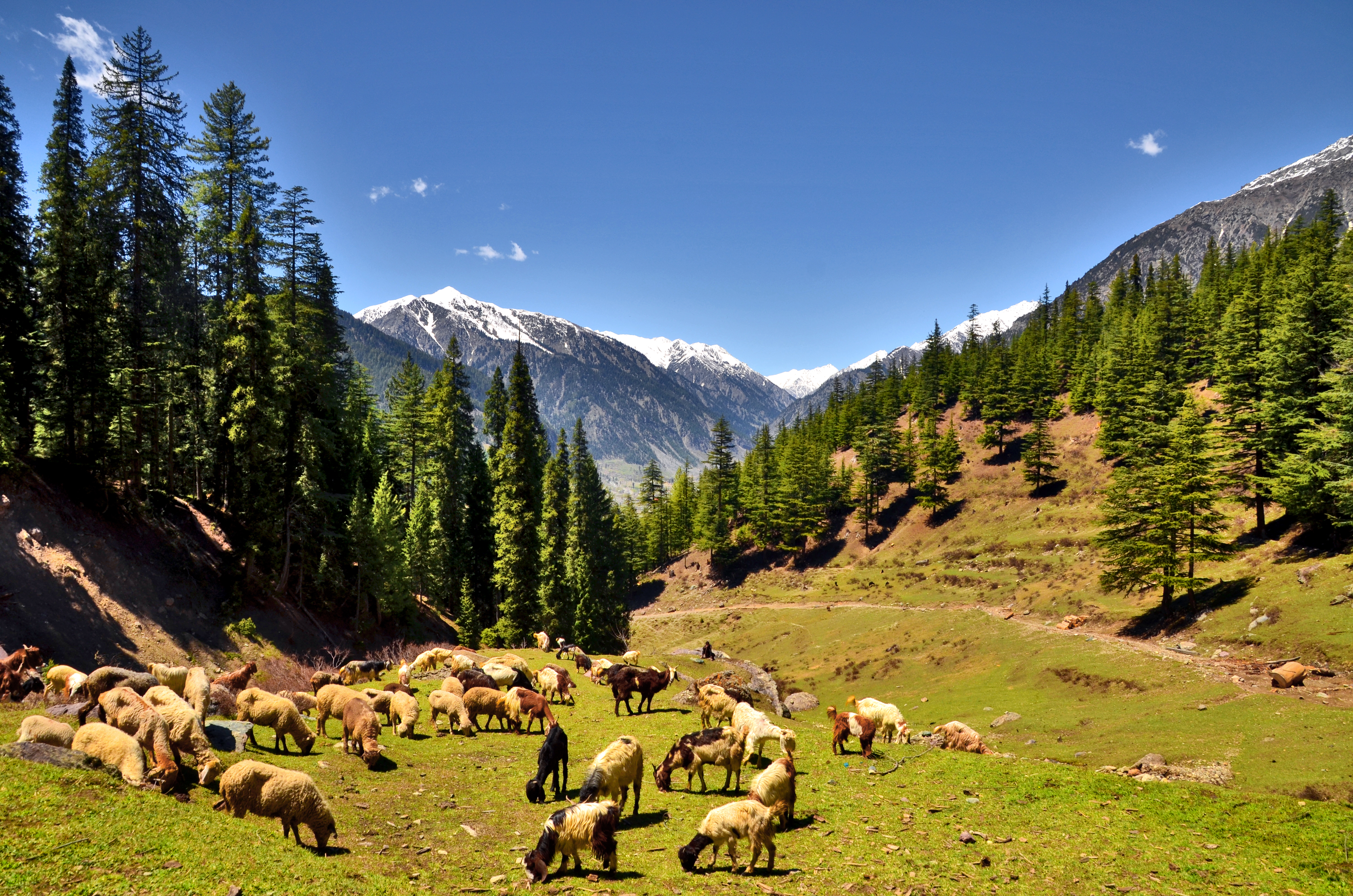
Praderas alpinas en Utror

## Historia

### Antiguo
La cultura grave de Gandhara que surgió c. 1400 a. C. y duró hasta el 800 a. C., y que recibió su nombre por sus distintas prácticas funerarias, se ubicó a lo largo del curso del río Middle Swat.

### Griega
En 327 a. C., Alejandro Magno abrió camino hasta Odigram y Barikot y asaltó sus almenas; en los relatos griegos, estas ciudades se identifican como Ora y Bazira. Después de la invasión alejandrina de Swat y las regiones adyacentes de Buner, el control de la región más amplia de Gandhara pasó al general Seleuco I Nicator.

### Civilización gandhara

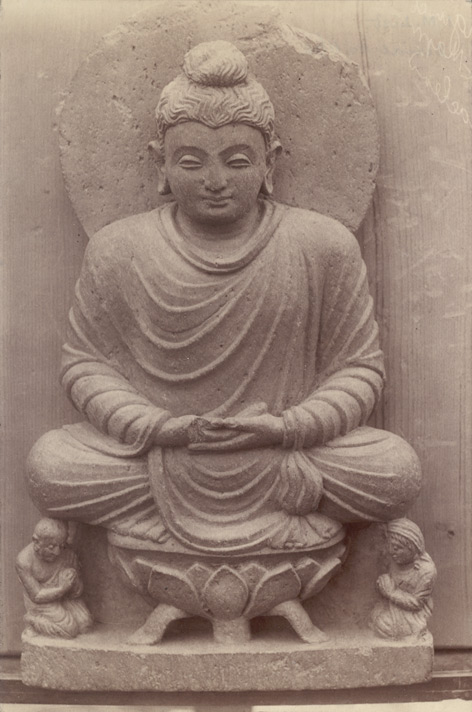
Estatua del Buda sentado en un trono de loto en Swat de 1896

En el 305 a. C., el emperador Maurya conquistó la región más amplia de manos de los griegos y probablemente estableció el control de Swat, hasta que su régimen de la región cesó alrededor de 187 a. C. Fue durante el gobierno del emperador Maurya Ashoka que el budismo se introdujo en el valle de Swat, y se construyeron algunas de las primeras estupas de la región.
Tras el colapso del dominio Maurya, Swat quedó bajo el control de los grecobactrianos y brevemente bajo mando de los escitas de la estepa de Asia Central.
La región de Gandhara (basada en el valle de Peshawar y las regiones montañosas adyacentes al vallde de Swat, Buner, Dir y Bajaur), se separó del dominio grecobactriano para establecer su propia independencia como Reino Indogriego. Tras la muerte del rey indogriego más famoso, Menandro I, alrededor del año 140 a. C., la región fue invadida por los indoescitas y luego por el Imperio persa parto alrededor del año 50 d. C. La llegada de los partos inició la larga tradición del arte greco-budista, que era una forma de arte sincrética que combinaba imágenes budistas con fuertes influencias helenístico-griegas. A esta forma de arte se le atribuyen las primeras representaciones de Buda en forma humana, en lugar de ilustraciones simbólicas.[cita requerida]

Los partos fueron expulsados de Swat por los kushan, establecidos en el valle de Peshawar. El gobierno de Kushan inició lo que muchos consideran la edad de oro de Gandhara. Bajo el rey más poderoso de Kushan, Kanishka, el valle de Swat se convirtió en una región importante para la producción de arte budista, y se construyeron numerosos santuarios budistas en la zona. Como patrón del budismo mahayana, se construyeron nuevas estupas budistas y se ampliaron las construidas en el pasado. El peregrino chino Fa-Hsien, que visitó el valle alrededor del año 403 d. C., menciona 500 monasterios.

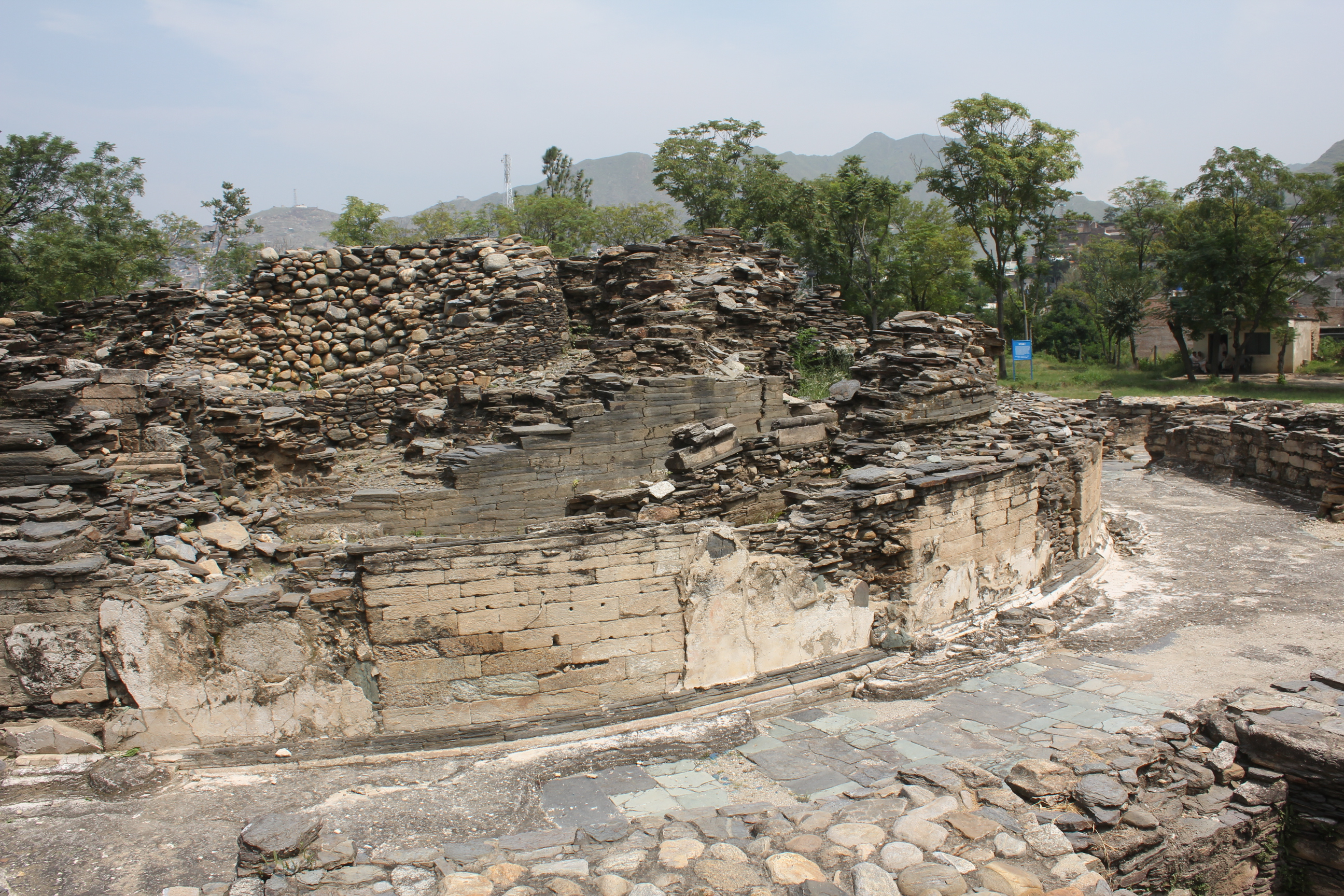
Es posible que la estupa butkara se construyese por primera vez durante el dominio Maurya en el siglo II a. C.
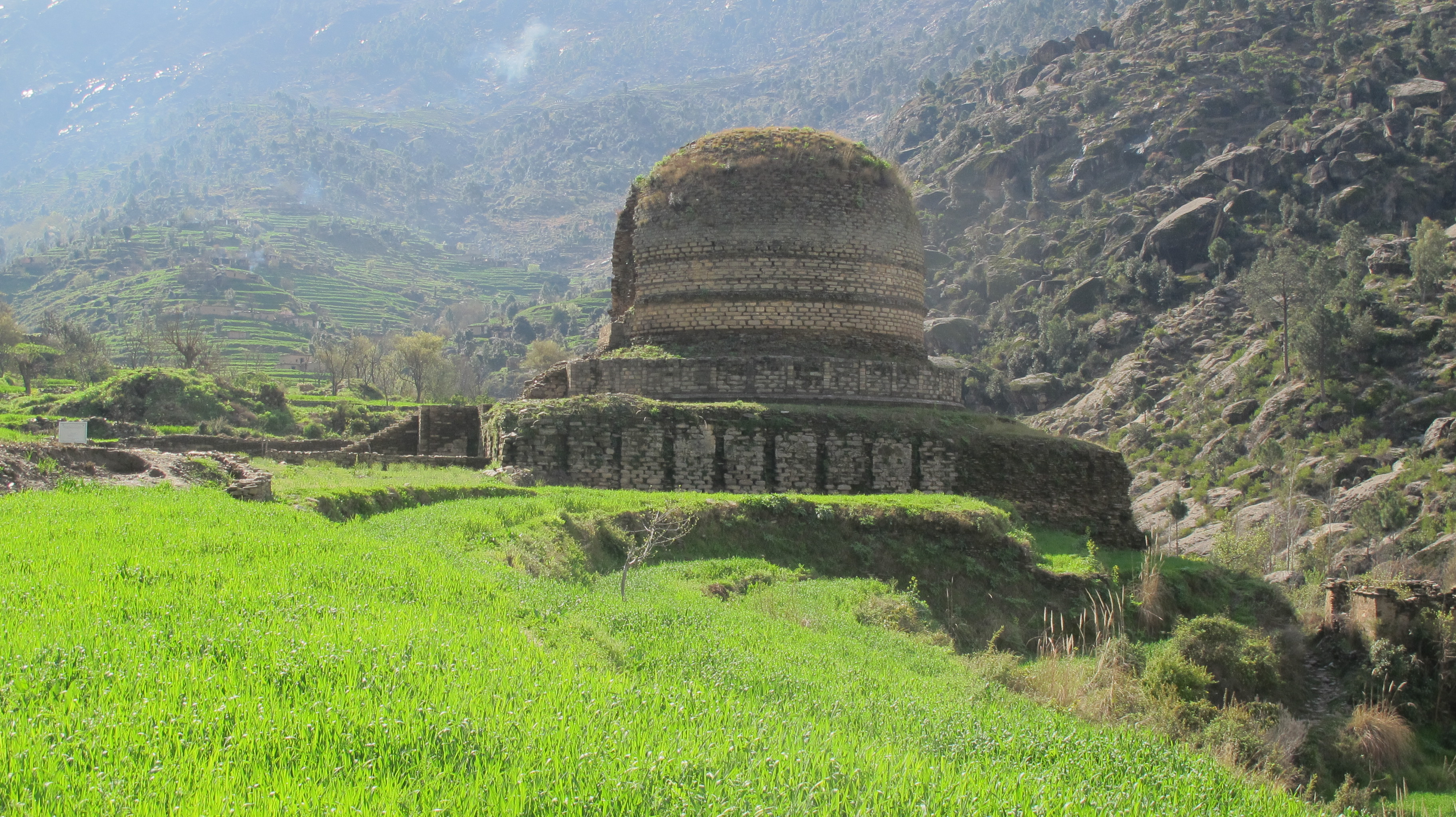
La estupa Amlukdara se construyó alrededor del siglo III d.C. y es una de las muchas ruinas budistas de Swat.
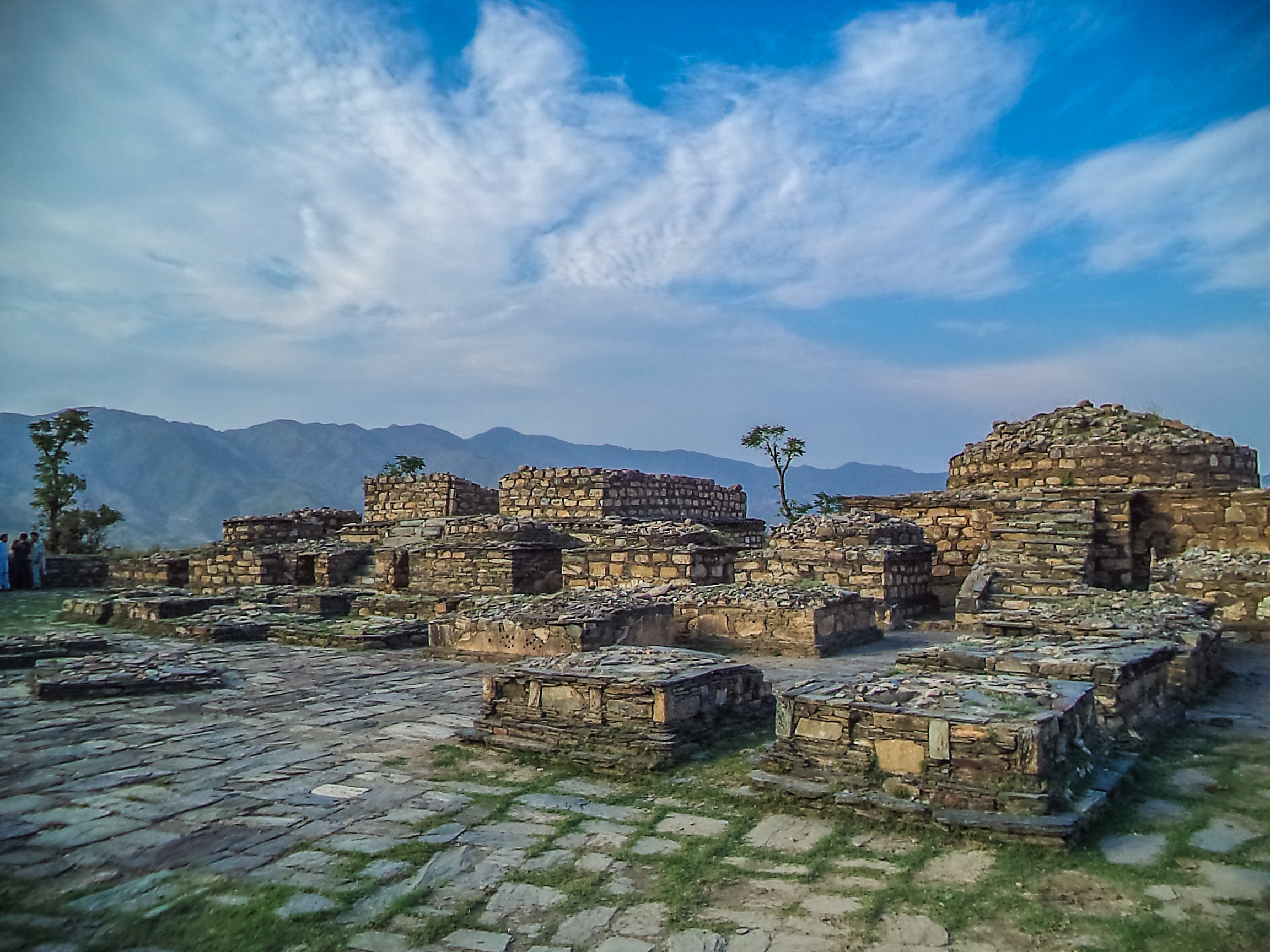
Estupa Nemograma, que data del período Kushan c. 2-3 centuries CE , con muchas de sus estatuas expuestas en el Museo Swat
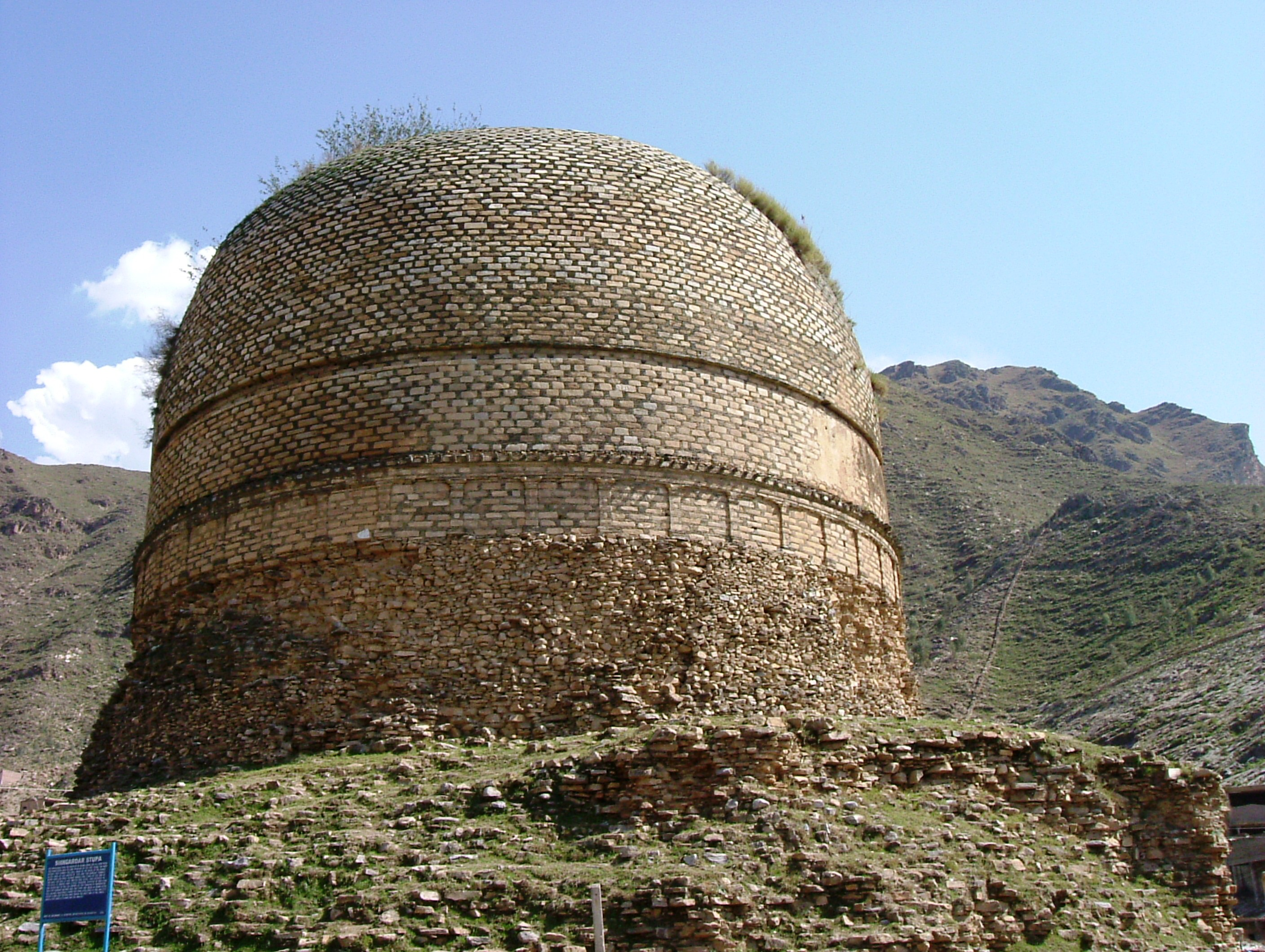
Shingardar Stupa, una estupa de 27 metros de altura construida a lo largo de la carretera principal que ingresa a Swat desde el valle de Peshawar
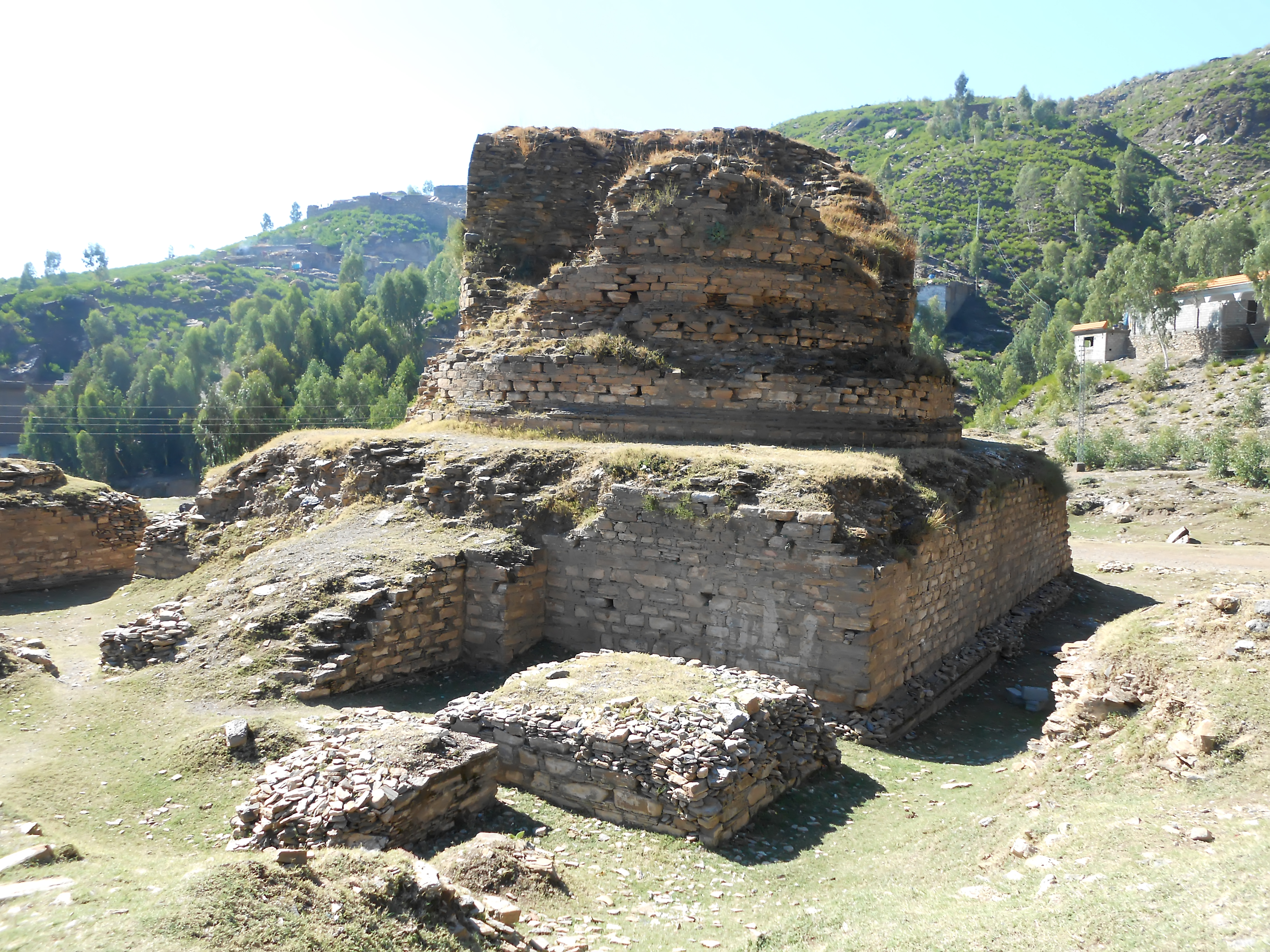
Estupa Shamozi

### Hunos de Alchon

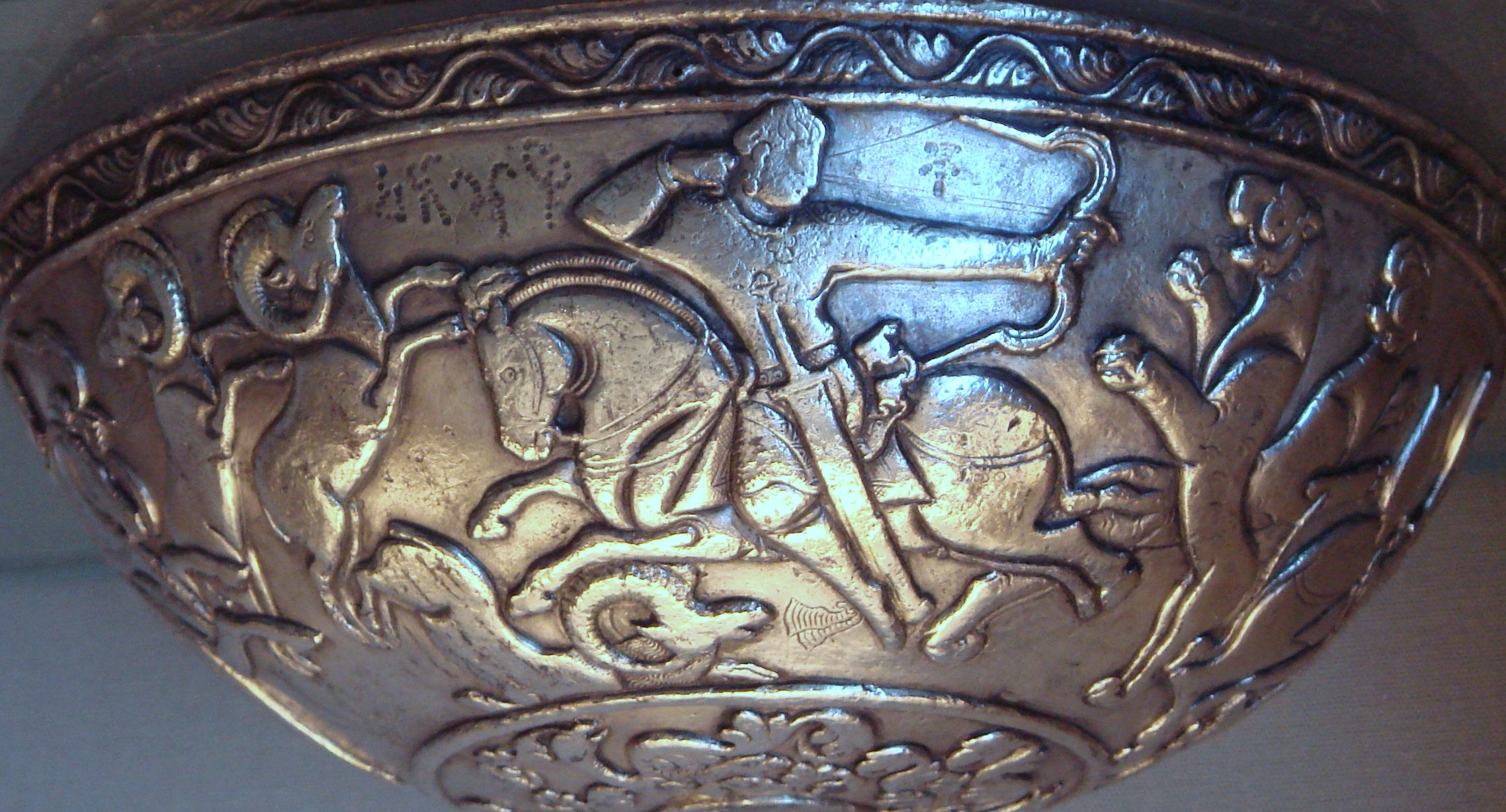
El cuenco heftalita de Swat (siglo V d. C.) presenta a dos cazadores reales kidaritas y dos cazadores alchon, lo que sugiere un período de coexistencia pacífica entre las dos entidades.

El valle de Swat y la región más amplia de Gandhara fueron invadidas por los hunos de Alchon alrededor del año 465 d. C. Bajo el mando de Mihirakula, el budismo fue suprimido ya que él mismo se volvió virulentamente antibudista después de lo que percibió como un desaire contra él por parte de uno de los monjes budistas. Según los informes, bajo su gobierno, los monjes budistas fueron asesinados y los santuarios budistas fueron atacados con frecuencia. Él mismo parece haberse inclinado hacia la secta shaivista del hinduismo.
Alrededor del año 520 d. C., el monje chino Song Yun visitó el área y registró que el área había estado en ruinas y gobernada por un líder que no practicaba las leyes de Buda. El monje chino de la era Tang, Xuanzang, registró el declive del budismo en la región y el ascenso del hinduismo en el valle. Según Xuanzang, de los 1.400 monasterios que supuestamente existieron en el valle de Swat y sus inmediaciones, la mayoría estaban en ruinas o habían sido abandonados.

### Shahis hindúes

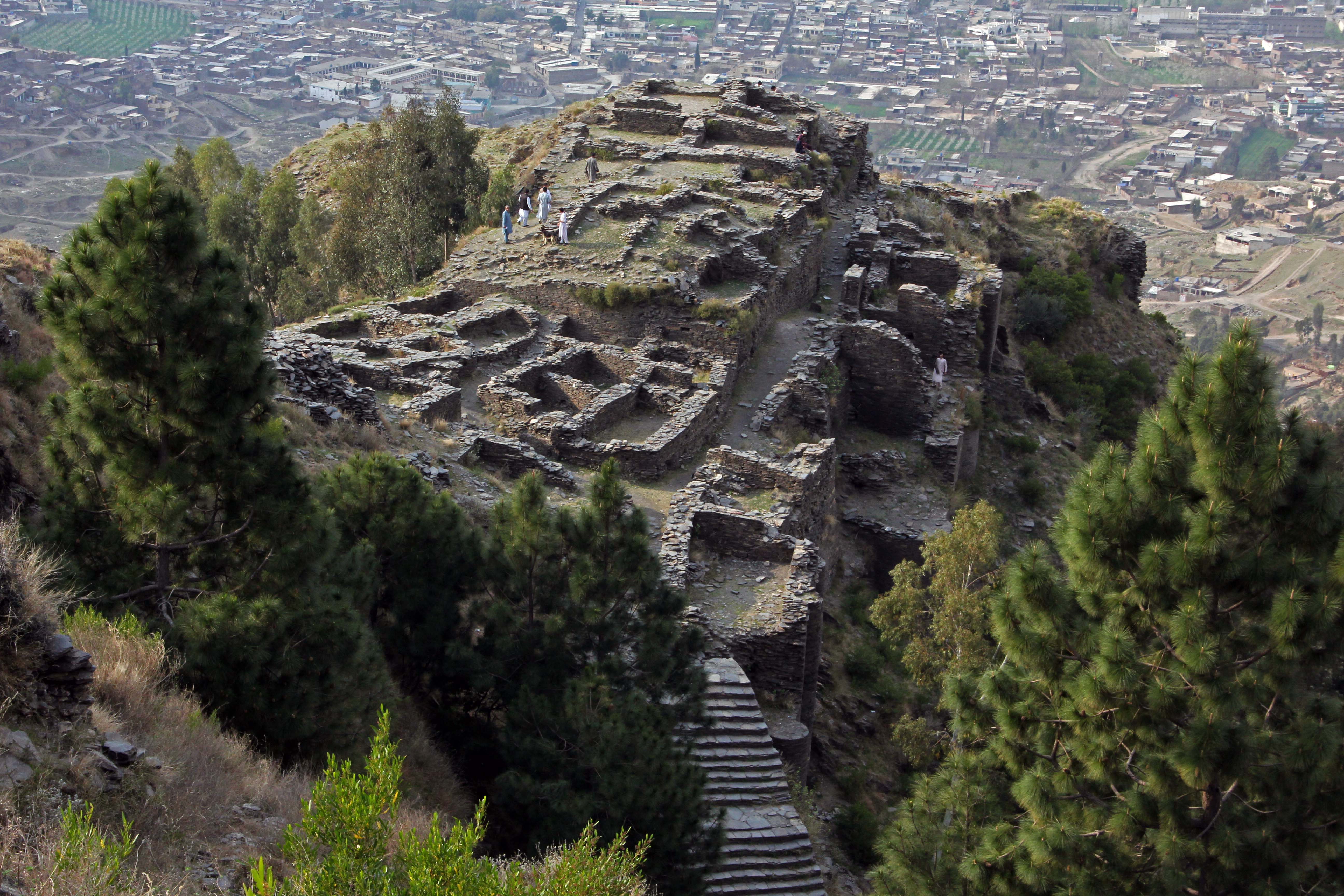
Raja Gira era el sitio de una fortaleza desde la cual los shahis hindúes gobernaban Swat.

Tras el colapso del budismo en Swat con la invasión de Alchon Hun, el valle de Swat fue gobernado por la dinastía hindú Shahi a partir del siglo VIII,ubicando su capital en Udigram en el sector bajo Swat. Se cree que los shahis hindúes pertenecen a la tribu Uḍi/Oḍi, es decir, al pueblo de Oddiyana, ubicado en el actual valle de Swat.
Los Shahis construyeron una gran variedad de templos y otros edificios arquitectónicos, de los cuales aún quedan ruinas. Bajo su gobierno, el hinduismo ascendió en importancia y se cree que el sánscrito fue la lengua franca de los lugareños durante esta época. En la era de las conquistas musulmanas (c. 1000 CE
), la población de la región era predominantemente hindú, : 19 aunque el budismo persistió en el valle hasta el siglo X, después del cual la zona se volvió mayoritariamente musulmana. Los gobernantes hindúes Shahi construyeron fortalezas para proteger y gravar el comercio a través de esta área. Se pueden ver ruinas que datan de su gobierno en las colinas en la entrada sur de Swat, en el paso de Malakand.

### Dominio musulmán

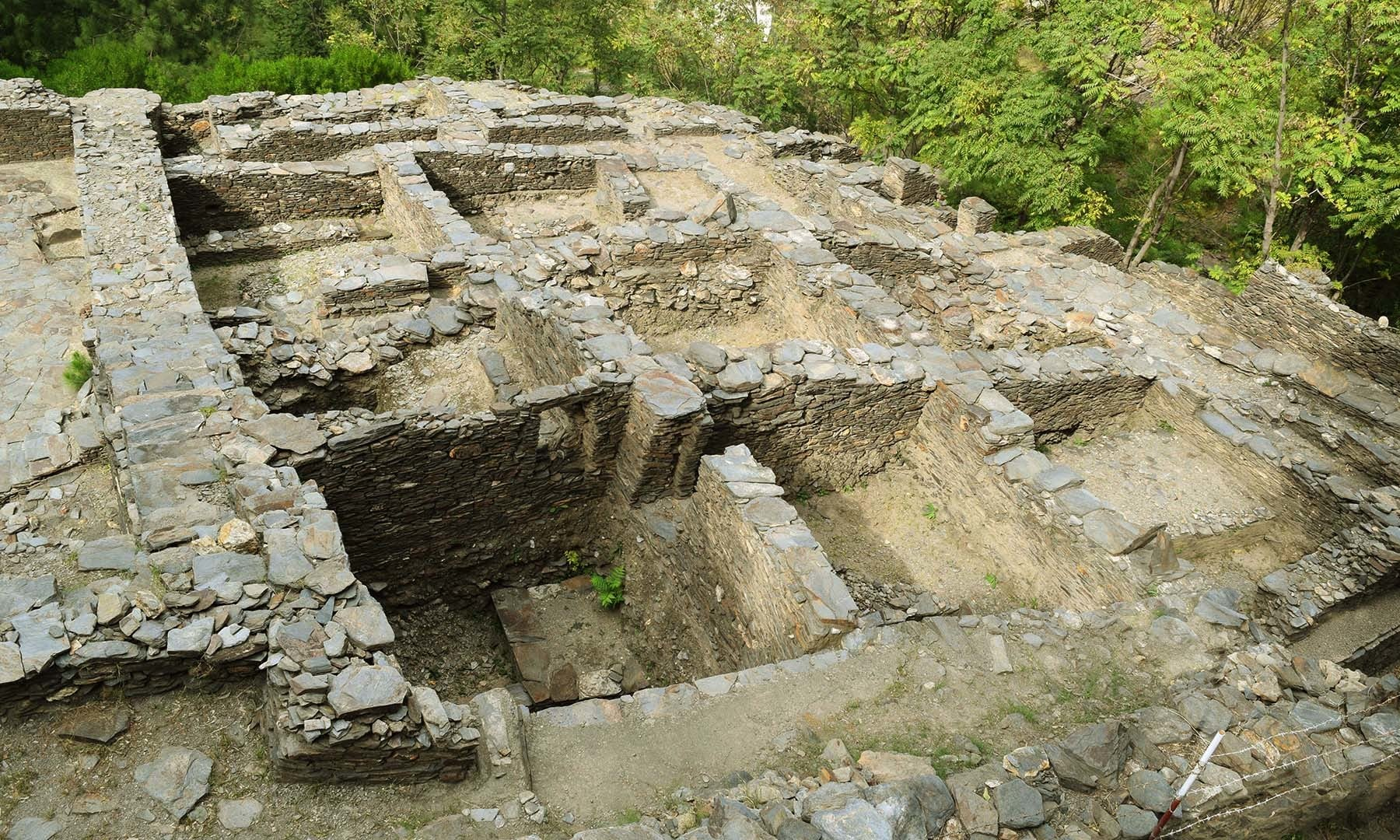
La mezquita Mahmud Ghaznavi se construyó en Odigram, la antigua capital hindú Shahi, poco después de su derrota y data de 1048-1049 d. C.

Alrededor de 1001 EC, el último rey hindú Shahi, Jayapala, fue derrotado decisivamente en la batalla de Peshawar por el sultán Mahmud de Ghazni, poniendo así fin a dos siglos de dominio hindú sobre Gandhara.

### Sultanato de Swat
El Sultanato de Swat fue un importante estado de Gibari Swati que existió en el valle de Swat entre los siglos XII y XVI, antes de ser derrotado por los inmigrantes Yousafzai del oeste. El sultán Pakhal Gibari fue el primer gobernante de este reino. Por su parte, el sultán Awes Jahangiri fue el último gobernante hasta 1519 casado con Shahida Bibi (convirtiéndola en Malika e Swat, la reina de Swat), hermana del jefe de Yousafzai, Malak Ahmed Khan.

### Estado principesco de Swat
El estado principesco de Swat fue un reino establecido en 1849 por el santo musulmán Akhund Abdul Gaffur, más comúnmente conocido como Saidu Baba, gobernado por jefes conocidos como Akhunds. Luego fue reconocido como un estado principesco en alianza con el Imperio Británico de la India entre 1926 y 1947, después de lo cual los Akhwand accedieron al nuevo estado independiente de Pakistán . Swat continuó existiendo como región autónoma hasta que se disolvió en 1969,y se incorporó a la provincia de Khyber Pakhtunkhwa (anteriormente llamada Frontera del Noroeste).

### Destrucción de reliquias budistas por parte de Tehrik-i-Taliban

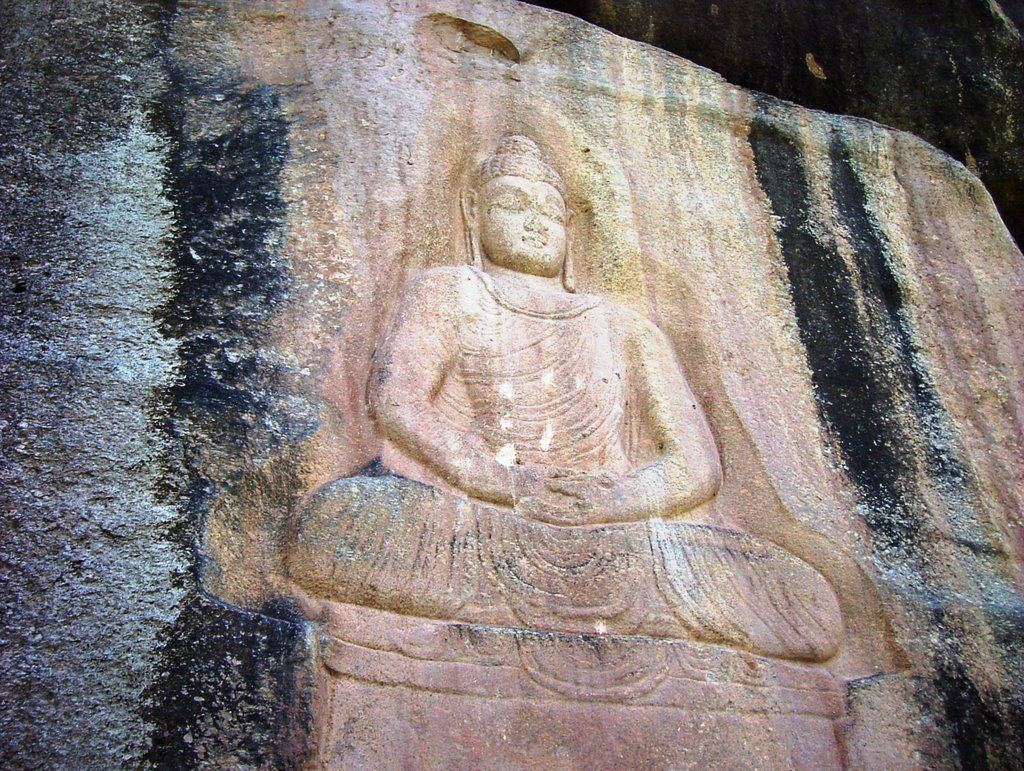
Los grabados rupestres budistas de Manglawar fueron dañados por los Tehreek-i-Taliban, pero restaurados con ayuda italiana.

La región del valle de Swat fue capturada por los Tehrik-i-Taliban a finales de 2007, y su popular industria turística fue diezmada posteriormente hasta que se restableció el control paquistaní a mediados de 2009 después de una campaña militar de un mes. Durante su ocupación, el grupo atacó a la premio Nobel Malala Yousafzai en 2012, quien en ese momento era una joven colegiala que escribía un blog en urdu para la BBC detallando la vida bajo el gobierno de Tehreek-i-Taliban y su freno a la educación de las niñas.
Las estupas y estatuas budistas de la era Kushan en el valle de Swat fueron demolidas por los Tehreek-i-Taliban, y el rostro del Buda de Jehanabad fue volado con dinamita, reparado luego por un grupo de restauradores italianos. en un proceso que duró nueve años. Posteriormente, los saqueadores destruyeron muchos de los artefactos budistas de Pakistán, y deliberadamente atacaron las reliquias budistas de Gandhara para destruirlas. Los artefactos de Gandhara del valle de Swat que quedaron de las demoliciones fueron posteriormente saqueados por ladrones y contrabandistas.

## Economía
Aproximadamente el 38% de la economía del distrito de Swat depende del turismo y el 31% depende de la agricultura.

### Agricultura
Gwalerai, un pueblo situado cerca de Mingora, es uno de esos pocos pueblos que produce 18 variedades de manzanas debido a su clima templado agrícola favorable en verano. La manzana producida en los alrededores del pueblo se consume en Pakistán y se exporta a otros países. Se le conoce como "la manzana de Swat".El valle de Swat también es famoso por la producción de melocotones que se cultivan principalmente en las llanuras del fondo del valle y representa alrededor del 80% de la producción de melocotones del país. A menudo se comercializa en los mercados nacionales con la marca "Swat Peaches". La producción comienza en abril y continúa hasta septiembre debido a la amplia gama de variedades cultivadas. La aldea de Salampur, ubicada cerca de Saidu Sharif, es una región principal de Pakistán para la fabricación de sábanas y chales.

## Demografía
| Gráfica de evolución de Distrito de Swat entre 1951 y 2017 |
|                                                            |

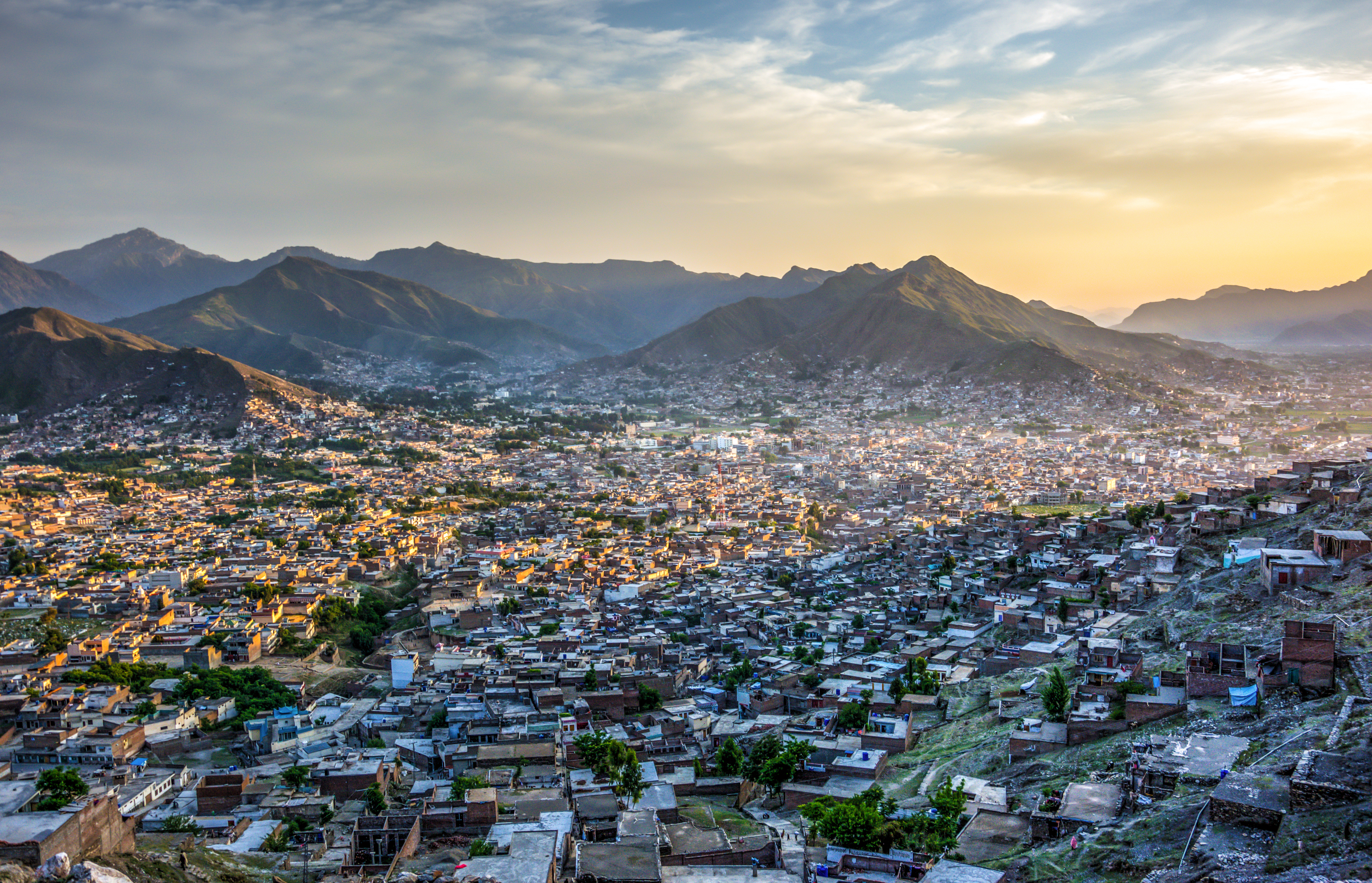
Panorámica de Mingora, la ciudad más grande de Swat – mayo de 2014

Para el censo de 2017, el distrito tenía 270.974 hogares y una población de 2.308.624, de los cuales 1.171.947 eran hombres y 1.136.545 mujeres. El valle de Swat tenía una proporción de sexos y una tasa de alfabetización del 50,27%: 65,25% para los hombres y 35,10% para las mujeres. Un total de 695.821 (30,14%) personas vivían en zonas urbanas. El 31,45% de la población tenía menos de 10 años. Un total de 1.811 (0,08%) personas del distrito pertenecían a minorías religiosas. El distrito de Swat está habitada principalmente por pastunes, que representan el 90,78% de la población. La tribu dominante es la tribu Yusufzai con asentamientos menores de las tribus Shinwari, Tarkani, Ghoryakhel y Sulaimankhel. El idioma que se habla en el valle es el pashto (principalmente el dialecto Yousafzai). Otras lenguas, principalmente las lenguas kohistaníes de Torwali y Kalami, son habladas por el 7,35% de la población y constituyen la mayoría en la región de Swat Kohistan a nivel del Alto Swat.